# خوفعيات
خوفعيات أو أسماك موسى (الاسم العلمي Soleidae)، فصيلة أسماك بحرية ونهرية من شعاعيات الزعانف ورتبة السمك المفلطح. أعطانها شرق المحيط الأطلسي والمحيط الهندي وغرب ووسط المحيط الهادي. وتوجد الأنواع التي تعيش في المياه العذبة في أفريقيا وجنوب آسيا وغينيا الجديدة وأستراليا. تضم حوالي 180 نوعًا ضمن 30 جنسًا. وقوتها القشريات الصغيرة ولافقاريات.